# 18697 Kathanson
18697 Kathanson è un asteroide della fascia principale. Scoperto nel 1998, presenta un'orbita caratterizzata da un semiasse maggiore pari a 3,1083092 UA e da un'eccentricità di 0,1280601, inclinata di 1,18971° rispetto all'eclittica.